# Лахта (муніципальне утворення «Катунинське»)
Лахта (рос. Лахта) — присілок в Приморському районі Архангельської області Російської Федерації.
Населення становить 674 особи. Входить до складу муніципального утворення Катунинське поселення.

## Історія
Від 2004 року входить до складу муніципального утворення Катунинське поселення.

## Населення
| 2002 | 2010 | 2012 |
| ---- | ---- | ---- |
| 670  | ↘593 | ↗674 |